# Drum național 18B
Der Drum național 18B (rumänisch für „Nationalstraße 18B“, kurz DN18B) ist eine Hauptstraße in Rumänien.

## Verlauf
Die Straße führt von Cășeiu (ungarisch Alsókosály), wo sie vom Drum național 1C (zugleich Europastraße 58) nach Norden abzweigt, über Târgu Lăpuș und Copalnic-Mănăștur nach der Kreishauptstadt Baia Mare (Frauenbach), wo sie auf den Drum național 18 trifft und an diesem endet.
Die Länge der südlich von Târgu Lăpuș im Jahr 2015 noch nicht durchgehend asphaltierten Straße beträgt rund 80 Kilometer.